# Kerek
För andra betydelser, se Kerek (olika betydelser).
Kerek är ett utdött tjuktji-kamtjatkanskt språk. 1997 fanns fortfarande två talare kvar, men språket är numera utdött. Under 1900-talet gick kerek-folket istället över till att prata tjuktjiska och ryska.